# Danville (Georgia)
Danville è una città degli Stati Uniti d'America, situata in Georgia, divisa tra la Contea di Twiggs e la Contea di Wilkinson.